# Grand Prix Wielkiej Brytanii 1975

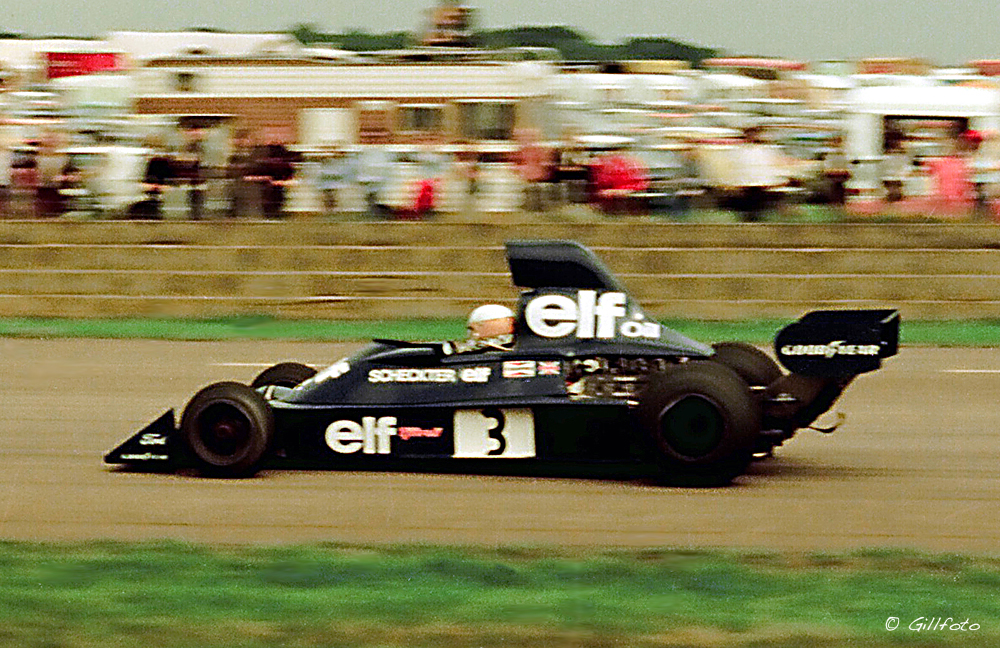
Jody Scheckter podczas Grand Prix Wielkiej Brytanii 1975

Grand Prix Wielkiej Brytanii 1975 (oryg. John Player British Grand Prix) – 10. runda Mistrzostw Świata Formuły 1 w sezonie 1975, która odbyła się 19 lipca 1975, po raz 15. na torze Silverstone.
28. Grand Prix Wielkiej Brytanii, 26. zaliczane do Mistrzostw Świata Formuły 1.

## Wyniki
| Pozycja | No | Kierowca           | Konstruktor     | Okrążenia | Czas/powód NU | Poz. start. | Punkty |
| ------- | -- | ------------------ | --------------- | --------- | ------------- | ----------- | ------ |
| 1       | 1  | Emerson Fittipaldi | McLaren-Ford    | 56        | 1:22:05.0     | 7           | 9      |
| 2       | 8  | Carlos Pace        | Brabham-Ford    | 55        | Wypadek       | 2           | 6      |
| 3       | 3  | Jody Scheckter     | Tyrrell-Ford    | 55        | Wypadek       | 6           | 4      |
| 4       | 24 | James Hunt         | Hesketh-Ford    | 55        | Wypadek       | 9           | 3      |
| 5       | 28 | Mark Donohue       | March-Ford      | 55        | Wypadek       | 15          | 2      |
| 6       | 9  | Vittorio Brambilla | March-Ford      | 55        | + 1 Lap       | 5           | 1      |
| 7       | 2  | Jochen Mass        | McLaren-Ford    | 55        | Wypadek       | 10          |        |
| 8       | 12 | Niki Lauda         | Ferrari         | 54        | + 2 Okrążeń   | 3           |        |
| 9       | 4  | Patrick Depailler  | Tyrrell-Ford    | 54        | Wypadek       | 17          |        |
| 10      | 22 | Alan Jones         | Hill-Ford       | 54        | + 2 Okrążeń   | 28          |        |
| 11      | 18 | John Watson        | Surtees-Ford    | 54        | Wypadek       | 18          |        |
| 12      | 27 | Mario Andretti     | Parnelli-Ford   | 54        | + 2 Okrążeń   | 12          |        |
| 13      | 11 | Clay Regazzoni     | Ferrari         | 54        | + 2 Okrążeń   | 4           |        |
| 14      | 17 | Jean-Pierre Jarier | Shadow-Ford     | 53        | Wypadek       | 11          |        |
| 15      | 23 | Tony Brise         | Hill-Ford       | 53        | Wypadek       | 13          |        |
| 16      | 15 | Brian Henton       | Lotus-Ford      | 53        | Wypadek       | 21          |        |
| 17      | 32 | John Nicholson     | Lyncar-Ford     | 51        | Wypadek       | 26          |        |
| 18      | 19 | Dave Morgan        | Surtees-Ford    | 50        | Wypadek       | 23          |        |
| 19      | 30 | Wilson Fittipaldi  | Fittipaldi-Ford | 50        | Wypadek       | 24          |        |
| NU      | 10 | Hans Joachim Stuck | March-Ford      | 45        | Wypadek       | 14          |        |
| NU      | 6  | Jim Crawford       | Lotus-Ford      | 28        | Wypadek       | 25          |        |
| NU      | 16 | Tom Pryce          | Shadow-Ford     | 20        | Wypadek       | 1           |        |
| NU      | 29 | Lella Lombardi     | March-Ford      | 18        | Silnik        | 22          |        |
| NU      | 5  | Ronnie Peterson    | Lotus-Ford      | 7         | Silnik        | 16          |        |
| NU      | 21 | Jacques Laffite    | Williams-Ford   | 5         | Skrz. biegów  | 19          |        |
| NU      | 7  | Carlos Reutemann   | Brabham-Ford    | 4         | Silnik        | 8           |        |
| NZ      | 31 | Roelof Wunderink   | Ensign-Ford     |           |               |             |        |
| NZ      | 35 | Hiroshi Fushida    | Maki-Ford       |           |               |             |        |